# Hennes kungarike (1926)
Hennes kungarike, amerikansk stumfilm från 1926.

## Om filmen
Filmen hade världspremiär i USA den 8 augusti 1926.

## Rollista (urval)
- Corinne Griffith - Storfurstinnan Tatiana
- Einar Hanson - Stepan
- Claude Gillingwater - Ivan
- Charles Crockett - Senov (a carnival fakir)